# フォキスのファウロス
ファウロス（希：Φάϋλλος、ラテン文字転記：Phayllos、？-紀元前352年）は、第三次神聖戦争期のフォキスの将軍である。
紀元前353年にマケドニア王ピリッポス2世が第三次神聖戦争に介入し、フォキスの同盟者でフェライの僭主のリュコフロンを攻撃した時、その時フォキスの実権を握っていた兄オノマルコスによってファウロスは7000人の軍と共に送られたが、マケドニア・テッサリア連合軍に敗れた。さらに同年のクロコスの戦いでオノマルコスがピリッポスに敗れて死ぬと、ファウロスは兄から軍の指揮権を継承した。
紀元前352年に全権将軍に選ばれたファウロスはデルフォイの宝物を貨幣に鋳造して傭兵を雇い、フォキス軍の再建と状況の打開を目論んだ。彼は同盟諸国に金をばら撒いてスパルタから1000人、アカイアから2000人、アテナイから5400人の援軍が来た。これを受けてボイオティアに侵攻したファウロスはオルコメノス、コロネイア、そしてケフィソス川で連敗した。その後、彼はロクリス・エピクネミディオイへと遠征して一時はその大部分を制圧したものの敗退した。その後、彼は肺結核にかかって死んだ。パウサニアスによれば、ファウロスは死ぬ前に彼の破滅をほのめかす不吉な夢を見たという。ファウロスの地位はオノマルコスの子でファウロスには甥にあたるファライコスが継承した。

## 註
1. ↑  ディオドロス, XVI. 35
2. ↑  ディオドロス, XVI. 36
3. ↑  ディオドロス, XVI. 37, 56
4. ↑  ディオドロス, XVI. 38, 61
5. 1 2  パウサニアス, X. 2. 6
6. ↑  ディオドロス, XVI. 38